# Largueur hydrostatique

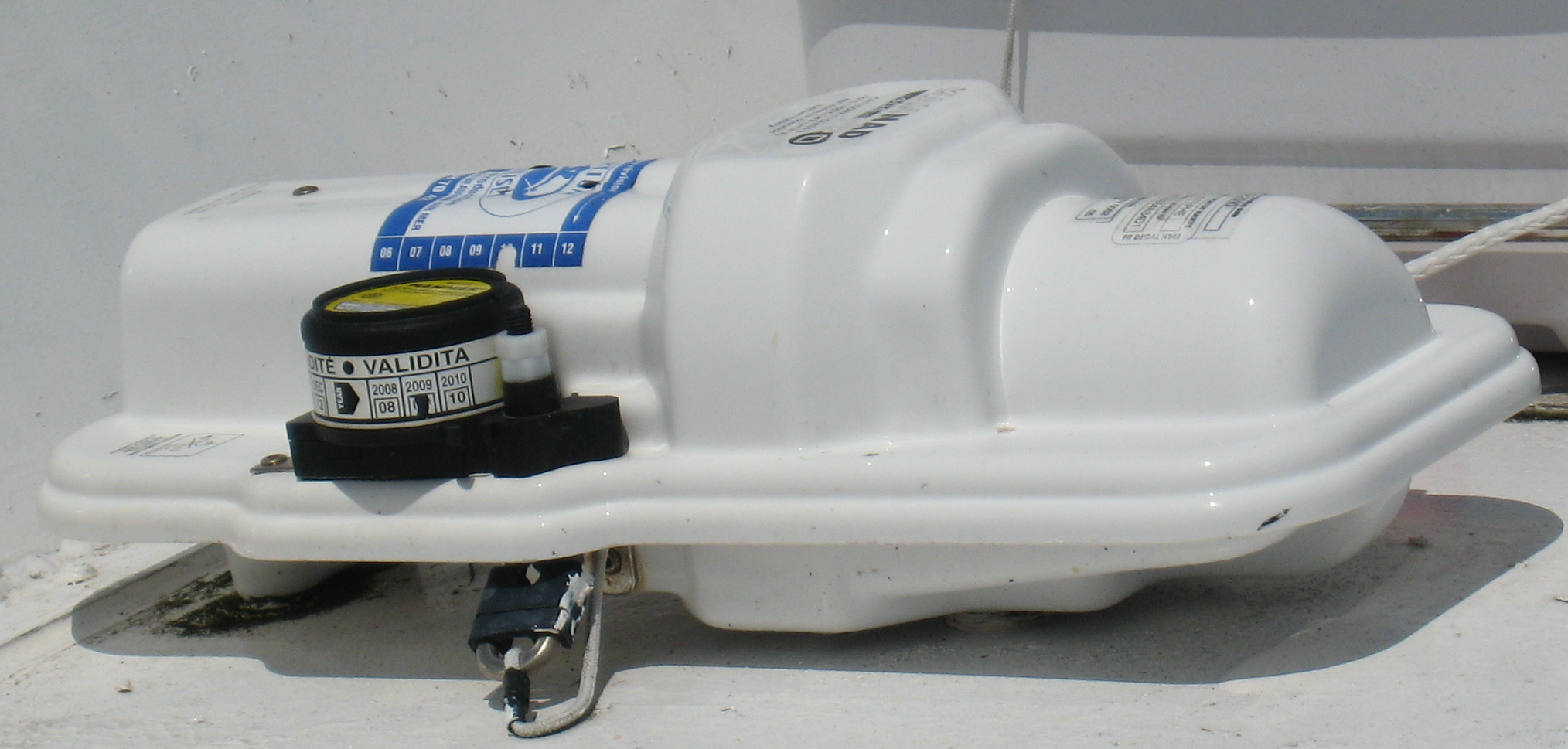
RLS (EPIRB) dans son caisson, fermé par un largueur

Le largueur hydrostatique est un appareil conçu pour larguer (libérer) automatiquement un système saisi (fixé) sur un navire lorsque ce dernier coule.

## Principe
Il fonctionne par détection de pression et est prévu pour se déclencher lorsqu'il est immergé entre 1,5 et 4 m de profondeur, soit une pression extérieure absolue située entre 0,25 et 0,5 bar. Une lame montée sur ressort est alors libérée et vient trancher le bout de saisissage.
On trouve aujourd'hui des largueurs hydrostatiques à usage unique certifiés pour une période de deux années à compter de la date de mise en position.

## Systèmes utilisant les largueurs
- EPIRB (RLS : Radiobalise à localisation de sinistre du type Cospas-Sarsat).
- Radeaux de sauvetage.
- Certains enregistreurs de données du voyage (VDR) prévus pour être largués automatiquement.